# Pinda

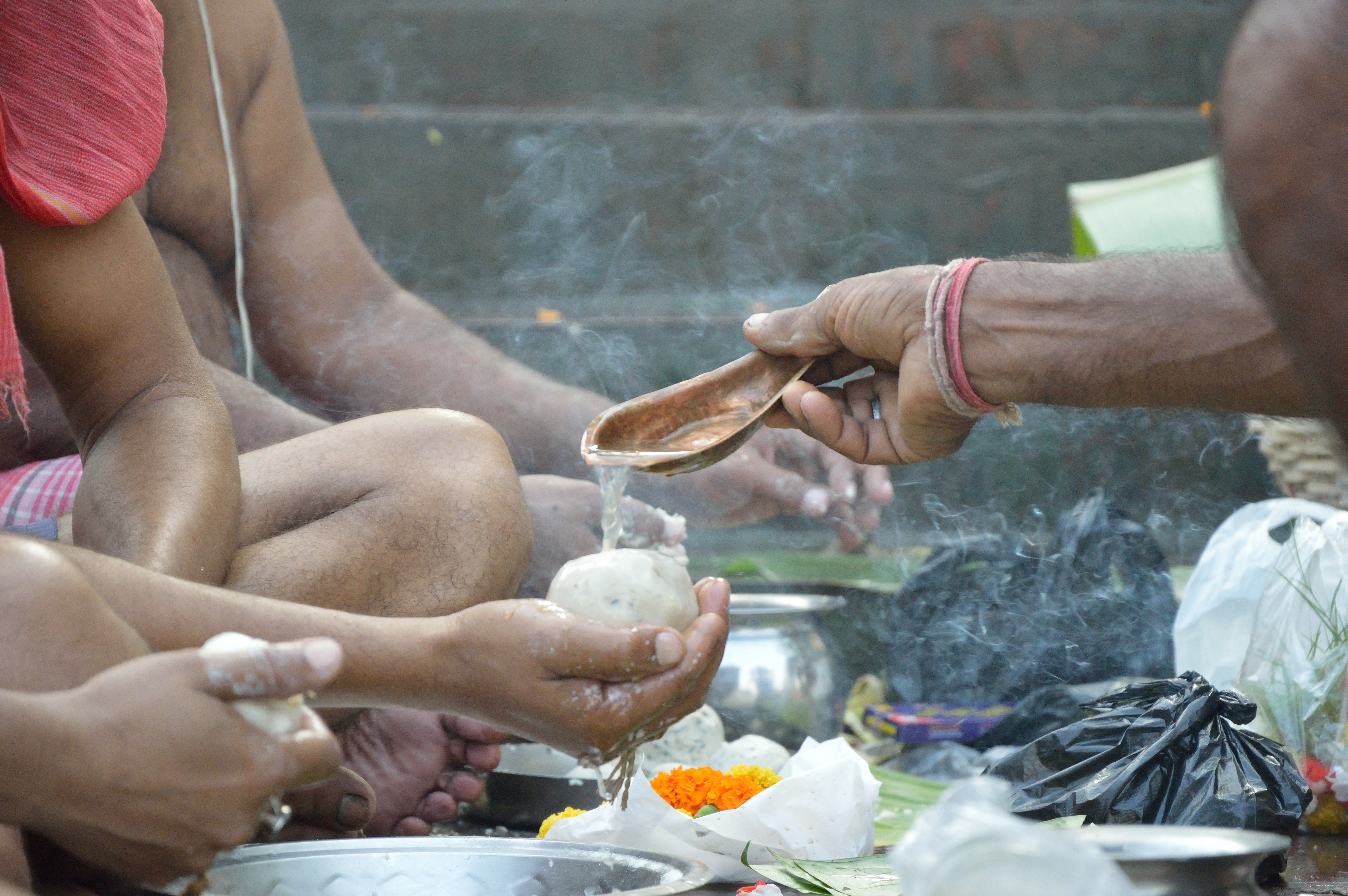
L'usage de la Pinda au cours d'une cérémonie religieuse.

Pinda (ou pind), désigne la « boule » ou la « boulette » de riz offerte en offrande aux mânes des ancêtres. Par extension, cela peut désigner le matériel, le corps.
On peut retrouver ce terme dans une thématique spirituelle, désignant alors la structure corporelle ou l'existence matérielle. Dans le sahaj Marg, Le pindesh ou pind-pradesh est la sphère matérielle, la région des éléments de la nature, la région du cœur chez l'individu.